# Indijska arhitektura
Indijska arhitektura je zakoreninjena v zgodovini, kulturi in veri Indije. Med številnimi arhitekturnimi slogi in tradicijami najbolj znani vključujejo številne različice arhitekture hindujskih templjev in indo-islamske arhitekture, zlasti radžputsko arhitekturo, mogulsko arhitekturo, južnoindijsko arhitekturo in indo-saracensko arhitekturo. Zgodnja indijska arhitektura je bila izdelana iz lesa, ki pa zaradi gnitja in nestabilnosti v strukturah ni ohranjen. Namesto tega je najzgodnejša obstoječa arhitektura narejena z indijsko v skalo vklesano arhitekturo, vključno s številnimi budističnimi, hindujskimi in džainističnimi templji.
Hindujska tempeljska arhitektura je razdeljena na dravidski slog južne Indije in nagarski slog severne Indije, z drugimi regionalnimi slogi. Tudi stanovanjski slogi se razlikujejo med regijami, odvisno od podnebja.
Prvo večje islamsko kraljestvo v Indiji je bil Delhijski sultanat, ki je privedel do razvoja indo-islamske arhitekture, ki združuje indijske in islamske značilnosti. Vladavina Mogulskega cesarstva, ko se je razvila mogulska arhitektura, velja za vrhunec indo-islamske arhitekture, pri čemer je Tadž Mahal vrhunec njihovega prispevka. Indo-islamska arhitektura je vplivala tudi na sloge Radžput in Sik.
V britanskem kolonialnem obdobju so po Indiji prevladovali evropski slogi, vključno neoklasicizem, neogotika in barok. Združitev indo-islamskega in evropskega sloga je pripeljala do novega sloga, znanega kot indo-saracenski slog. Po osamosvojitvi Indije so se med indijskimi arhitekti razširile modernistične ideje kot način napredovanja iz kolonialne kulture. Le Corbusier - ki je zasnoval mesto Čandigarh - je vplival na generacijo arhitektov v smeri modernizma v 20. stoletju. Gospodarske reforme leta 1991 so dodatno okrepile urbano arhitekturo Indije, saj se je država bolj povezala s svetovnim gospodarstvom. Tradicionalna Vastu šastra ostaja vplivna v indijski arhitekturi tudi v sodobni dobi.

## Neolitsko obdobje
V južni Indiji se je neolitik začel leta 6500 pr. n. št. in je trajal do okoli leta 1400 pr. n. št., ko se je začelo megalitsko prehodno obdobje. Za južnoindijsko neolitsko obdobje so značilne žarne gomile iz leta 2500 pr. n. št. v regiji Karnataka, ki se je kasneje razširila v Tamil Nadu.
Neolitske naselbine so bile najdene na severozahodu (Kašmir), vzhodu (Bihar in Odiša), jugu (Karnataka, Tamil Nadu in Andra Pradeš) in severovzhodni meji (Meghalaja) Indije.
Najzgodnejši jasni dokazi o megalitskih žarnih grobovih, odkritih na različnih mestih v Tamil Naduju, segajo v leto 1000 pr. n. št. Najpomembnejša megalitska žara je bila odkrita v Adičanalurju, 24 kilometrov od Tirunelvelija, kjer so arheologi iz Indijskega arheološkega zavoda izkopali 12 žar, ki so vsebovale človeške lobanje, okostja in kosti, lupine, zrnje zoglenelega riža in neolitskih ljudi, kar potrjuje prisotnost neolitskega obdobja pred 2800 leti.
Odkriti lokalni in tuji predmeti (umetnosti, arhitekture, običajev in obredov), ki jih prikazujejo gravure na lončenini in drugih artefaktih, kažejo, da so prazgodovinski ljudje Burzahoma vzpostavili stik s srednjo in jugozahodno Azijo ter imeli povezave s Severnoindijskim nižavjem in Indijskim polotokom.
Megalitska grobišča so bila najdena raztresena po vsej podcelini. Obdobje neolitika je trajalo do leta 3300 pr. n. št. in se prekrivalo z naslednjim obdobjem zgodnjega harapskega obdobja (od bakrene do zgodnje bronaste dobe). Eno najzgodnejših neolitskih najdišč v Indiji je Lahuradeva v regiji Srednjega Gangesa in Džhusi blizu sotočja rek Ganges in Jamuna, obe pa segata v približno 7. tisočletje pred našim štetjem.

## Indska civilizacija (2600 – 1900 pr. n. št.)
Indska civilizacija je v pozni bronasti dobi v Indiji pokrivala veliko območje okoli in onstran porečja reke Ind. V svoji zreli fazi, od približno 2600 do 1900 pred našim štetjem, je civilizacija razvila več mest, ki jih je zaznamovala velika enotnost znotraj in med območji, vključno Harapa, Lothal in območjem Unescove svetovne dediščine Mohendžo-daro.
Civilno in urbanistično načrtovanje ter inženiring teh mest veljajo za izjemne, toda zasnove stavb so »osupljivega utilitarističnega značaja«. Obstajajo kašče, odtoki, vodni tokovi in rezervoarji, vendar niso bile identificirane niti palače niti templji, čeprav imajo mesta osrednjo dvignjeno in utrjeno »citadelo«. Mohendžo-daro ima vodnjake, ki so lahko predhodniki stopničnega vodnjaka. Kar 700 vodnjakov je bilo odkritih samo v enem delu mesta, zaradi česar znanstveniki verjamejo, da je »valjaste vodnjake, obložene z opeko«, izumila civilizacija doline Inda.
Arhitekturna dekoracija je izjemno minimalna, čeprav so znotraj nekaterih stavb »ozke koničaste niše«. Večina najdenih umetnin je v miniaturnih oblikah, kot so pečati, in predvsem v terakoti, vendar je zelo malo večjih skulptur figur. Na večini najdišč se kot gradbeni material uporablja izključno žgana blatna opeka (ne na soncu pečena kot v Mezopotamiji), nekaj najdišč, kot je Dholavira, pa je iz kamna. Večina hiš je dvonadstropnih, enotnih velikosti in tlorisa. Velika mesta so razmeroma hitro propadala iz neznanih razlogov, tako da je manj sofisticirana vaška kultura zaostala.
Po propadu zrelega harapskega obdobja so nekatera mesta še vedno ostala urbana in naseljena. Območja, kot so Bet Dvarka v Gudžaratu, Kudvala (38,1 ha) v Čolistanu in Daimabad (20 ha) v Maharaštri, veljajo za urbana. Daimabad (2000–1000 pr. n. št.) je v obdobju kulture Džorve (1400–1000 pr. n. št.) razvil utrdbeno obzidje z bastijoni in imel javne zgradbe, kot sta eliptični tempelj in apsidni tempelj. Prav tako kaže dokaze o načrtovanju v tlorisu pravokotnih hiš, ulic ali pasov in načrtovanih ulic. Območje se je povečalo na 50 hektarjev s populacijo 10.000 ljudi. V Bet Dvarki so našli 580 metrov dolg zaščitni zid iz leta 1500 pr. n. št., za katerega se domneva, da je bil poškodovan in potopljen po morski nevihti.

## 600 pr. n. št.—250 n. št
Indijska arhitektura po Indski civilizaciji okoli obdobja Maurijskega imperija, od leta 322 do 185 pred našim štetjem, je najverjetneje uporabljala les ali reciklirano opeko. Večina ostankov, odkritih od tega obdobja naprej, je indijske v skalo vklesane arhitekture, pretežno budistične.
Gradnja budističnih samostanskih zgradb se je začela pred Budovo smrtjo, okoli leta 400 pred našim štetjem. Ta prva generacija samostanov je preživela le v tlorisih, zlasti Dživakarama vihara v Biharju.
Pomembne značilnosti arhitekture tega obdobja so mesta z obzidjem in jarkom z velikimi vrati in večnadstropnimi stavbami, leseni čaitja loki za strehe in druge strukture nad trdnimi nadstropji. Reliefi Sančija, datirani v 1. stoletje pr. n. št. in kasneje, označujejo kraje, kot sta Kušinagar ali Radžagriha, kot čudoviti mesti z obzidjem, na Kraljev kortež zapušča Rajagriho ali Vojna za Budove relikvije. Ti pogledi na starodavna indijska mesta se uporabljajo za razumevanje starodavne indijske mestne arhitekture.
V primeru maurijske prestolnice Pataliputra (blizu Patne) imamo grške zapise in tiste iz Fašiana; Megasten (obiskovalec okoli leta 300 pr. n. št.) omenja 564 stolpov in 64 vrat v mestnem obzidju. Sodobna izkopavanja so odkrila »masivno palisado iz tikovih tramov, ki so jih držali skupaj z železnimi mozniki«. Ogromna apadani podobna dvorana z osemdesetimi stebri iz peščenjaka kaže jasen vpliv sodobne Ahemenidske Perzije. En sam masiven kapitel iz peščenjaka v Pataliputri kaže jasne helenistične značilnosti in doseže Indijo preko Perzije. Slavni [[Ašokovi stebri| kažejo veliko prefinjenost in različne vplive v svojih podrobnostih. V obeh primerih je verjetno zdaj izginila indijska predhodna tradicija v lesu.
Takšna tradicija je izjemno jasna v primeru najzgodnejših znanih primerov arhitekture, vklesane v skalo, državno sponzoriranih jam Barabar v Biharju, ki jih je Ašoka Veliki osebno posvetil okoli leta 250 pr. n. št. Vhod tamkajšnje jame Lomas Riši ima izklesana vrata, ki jasno posnemajo leseni slog v kamnu, kar je nekaj časa ponavljajoča se značilnost jam, vklesanih v skalo. Te umetne jame izkazujejo neverjetno raven tehnične usposobljenosti, izjemno trda granitna skala je izrezana na geometrijski način in jim je dodeljen maurijevski lak, ki ga najdemo tudi na kiparstvu. Pozneje v skalo vklesane vihare, ki so jih zasedale meniške skupnosti, so preživele, večinoma v zahodni Indiji, v Bengaliji pa so preživeli tlorisi opečnih ekvivalentov. Prefinjeno okrašena pročelja in »dvorane čaitja« številnih v skalo vklesanih mest naj bi odražale izginule prostostoječe stavbe drugje.
Budistična stupa, spomenik v obliki kupole, je bila v Indiji uporabljena kot spominski spomenik, povezan s shranjevanjem svetih relikvij. Arhitektura stupe je bila sprejeta v jugovzhodni in vzhodni Aziji, kjer je postala vidna kot budistični spomenik, ki se uporablja za hrambo svetih relikvij. Zaščitne ograje - sestavljene iz stebrov, prečk in opore - so postale varnostni element, ki obdaja stupo. Templji - zgrajeni na eliptičnih, krožnih, štirikotnih ali apsidalnih tlorisih - so bili zgrajeni iz opeke in lesa. Indijski prehodni oboki, torana, so s širjenjem budizma dosegli vzhodno Azijo. Nekateri učenjaki menijo, da torii izvirajo iz vrat torana na budističnem zgodovinskem mestu Sanči (3. stoletje pr. n. št. – 11. stol. n. št.).
Stopničasti vodnjaki v Indiji so iz leta 200 do 400 n. št. Kasneje so zgradili vodnjake v Dhanku (550–625 n. št.) in stopničaste ribnike v Bhinmalu (850–950 n. št.). Jamski templji so postali vidni po vsej zahodni Indiji in so vključevali različne edinstvene značilnosti, ki so povzročile jamsko arhitekturo na mestih, kot sta jami v Adžanta in Elora.
Zelo pomemben razvoj, nastanek šikare ali tempeljskega stolpa, danes najbolje dokazuje budistični tempelj Mahabodhi. To je bilo staro že nekaj stoletij, ko je prva zelo navpična struktura nadomestila ašokanski izvirnik, očitno okoli leta 150–200. Sedanji stolp zgrajen iz opeke, verjetno veliko večji, je iz obdobja Gupta, v 5. ali 6. stoletju.

## Guptska arhitektura
Guptsko obdobje je v glavnem predstavljalo premor v indijski skalni arhitekturi; prvi val gradnje je bil dokončan, preden je bil imperij sestavljen, drugi val pa se je začel v poznem 5. stoletju, po njegovem koncu. Na primer, zgodnja skupina jam Adžanta je bila izdelana do leta 220 n. št., poznejša skupina pa okoli leta 460 n. št.. Kljub temu je večina prvih ohranjenih prostostoječih struktur v Indiji pripisana Guptskemu obdobju, zlasti začetkom hindujske tempeljske arhitekture. Kot piše Milo Beach, »se je Indija pod Guptami hitro pridružila preostalemu srednjeveškemu svetu v strasti do namestitve dragocenih predmetov v stilizirane arhitekturne okvire«, »dragoceni predmeti« so v prvi vrsti nakazovali ikone bogov.
Jame v Adžanti, vključno jame Elephanta in Elora (oziroma budistično, hindujsko, mešano in džainistično), so nastale pod drugimi dinastijami v osrednji Indiji. Elora so bile narejene po Guptskem obdobju, vendar odsevajo predvsem monumentalnost in uravnoteženost guptskega sloga. Jame Adžanta vsebujejo najpomembnejše in najbolj zrele ostanke slikarstva in obdobij, predvsem v slikah palač. Hindujske jame Udajagiri beležijo povezave z dinastijo in njenimi ministri, tempelj Dašavatara v Deogarhu, eden izmed prvih ohranjenih, pa prikazuje pomembne skulpture.
Severnoindijski hindujski templji, ki so preživeli po jamah Udajagiri v Madja Pradeš iz 5. stoletja, vključujejo tiste v Tigavi (začetek 5. stoletja), tempelj Sanči 17 (podoben, vendar hindujski in budistični), Deogarh, tempelj Parvati, Načna (465), Bhitargaon, največji opečni guptski tempelj, ki je preživel in opečni tempelj Lakšman, Sirpur (600–625). Gop tempelj v Gudžaratu (ok. 550 ali kasneje) je nenavaden, brez ohranjenega tesnega primerjalnega primerka.
Obstajajo številni široki modeli templjev v guptskem slogu, vendar najpogostejši načrt ponazarja majhne, a masivno zgrajene kamnite stavbe v prostilih s svetiščem in verando s stebri, vidne v templju Tigava in tempelj Sanči 17 in še danes. Oba templja imata ravne strehe nad svetiščem, kar bi postalo neobičajno do približno 8. stoletja, kot je razvidno iz zasnove templja Mahabodhi, Bhitargaon, Deogarh in Gop, z visokimi nadgradnjami različnih oblik. Tempelj Čedžarla Kapotesvara nadalje dokazuje nadaljevanje prostostoječih templjev čaitja-hall s sodčastimi strehami, s številnimi manjšimi lesenimi primerki.
- Guptski tempelj v štiristilnem prostilnem slogu v Sanšiju poleg Apsidalne dvorane z maurijskim temeljem. Primer budistične arhitekture iz 5. stoletja
- Hindujski tempelj Tigava iz zgodnjega 5. stoletja
- Sedanja stavba templja Mahabodhi izvira iz obdobja Gupta v 5. stoletju. Označuje lokacijo, kjer naj bi Buda dosegel razsvetljenje.
- Višnujev tempelj v Eranu iz 5.-6. stolrtja
- Pataini tempelj je džainistični tempelj, zgrajen v obdobju Gupta, 5. stoletje.[23]
- Relief džain tirthankara Paršvanatha na stebru Kahaum, ki ga je postavil Skandagupta leta 461
- Steber Buddhagupta v Eranu (okoli 476–495)

## Tempeljska arhitektura
Medtem ko se vidne slogovne oblike templja zelo razlikujejo in imajo zapleten razvoj, ostajajo osnovni elementi hindujskega templja enaki v vseh obdobjih in slogih. Najpomembnejša značilnost je notranje svetišče, garbhagriha ali 'maternična komora', kjer je nastanjen primarni murti božanstva. Okoli te komore so druge strukture in stavbe, ki včasih pokrivajo več hektarjev. Na zunanjosti je garbhagriha okronana s stolpom podobna šikara, ki se na jugu imenuje tudi vimana. Tempelj lahko vključuje ambulatorij za parikramo (obhod), eno ali več mandap ali kongregacijskih dvoran in včasih antarala predsobo in verando med garbhagriho in mandapo.
Večji templji imajo lahko več svetišč ali stavb, povezanih ali ločenih, z manjšimi templji v kompleksu. Celoten tempelj je običajno obdan z zidom in včasih dvignjen na podstavek (adhiṣṭhāna). Velike površine zgradbe so pogosto okrašene z rezbarijo, vključno s figurativnimi podobami božanstev in drugih verskih osebnosti.
Do 7. stoletja našega štetja je bila večina ključnih značilnosti hindujskega templja določena v teoretičnih besedilih o tempeljski arhitekturi in načinih gradnje. Ugotovljeni so bili trije slogi templja: nagara arhitektura, dravidska arhitektura in vesara. Slogi so bili včasih mešani in še niso bili povezani z določenimi regijami v Indiji. Na primer, v Karnataki skupina templjev iz 7. in 8. stoletja v Patadakalu meša oblike, ki so bile pozneje povezane tako s severom kot z jugom, tako kot v Aiholeu, ki še vedno vključuje načrte tipa apsidalne dvorane čaitja.
Nagara se običajno nanaša na sloge templja v Severni Indiji, ki jih je najlažje prepoznati po visoki in ukrivljeni šikari nad svetiščem. Dravidska arhitektura je širok južnoindijski slog, ki ima nižjo nadgradnjo nad svetiščem. Namesto tega ima struktura raven profil, ki se dviga v nizu teras in tvori okrašeno piramido. Danes je to v večjih templjih pogosto pritlikavo zaradi veliko večjih zunanjih prehodov gopura, veliko kasnejši razvoj. Starodavni izraz vesara se uporablja tudi za opis tempeljskega sloga z značilnostmi tako severne kot južne tradicije. Ti atributi prihajajo iz Dekanske planote in drugih dokaj osrednjih delov Indije. Čeprav ni soglasja glede natančnega obdobja in slogov, ki jih vesara predstavlja, je izraz v glavnem pripisan severni tradiciji, drugi pa ga obravnavajo kot nekakšno severno dravido.

### Arhitektura Nagara

#### Zgodnja
Če izvzamemo starejše strukture v arhitekturi, ki temelji na lesu, skorajda ni ostankov hindujskih templjev Nagara iz časa pred dinastijo Gupta v 4. stoletju našega štetja. V skalo vklesane jame Udajagiri so med najpomembnejšimi zgodnjimi najdišči. Najzgodnejši ohranjeni hindujski templji so preprosti celicam podobni kamniti templji, nekateri vklesani v skalo, drugi pa strukturni, kot pri Sančiju. Do 6. ali 7. stoletja so se te razvile v visoke kamnite nadgradnje šikara. Vendar pa obstajajo napisi, kot je starodavni napis Gangadhara iz okoli leta 424, da so visoki templji nastali pred 6. ali 7. stoletjem in da so bili narejeni iz bolj pokvarljivega materiala. Ti templji se niso ohranili.
Zgodnji severnoindijski templji, ki so preživeli po jamah Udajagiri iz 5. stoletja v Madja Pradeš, vključujejo Deogarh, tempelj Parvati, Načna (465 n. št.), okrožje Lalitpur (okoli 525), opečni tempelj Lakšman, Sirpur (600–625 n. št.), tempelj Radživ Ločan in Radžim (7. stoletje n. št.).
Kamniti templji v južnoindijskem slogu pred 7. stoletjem našega štetja niso ohranjeni. Vendar zgodnji južnoindijski templji, ki so preživeli, čeprav so v ruševinah, vključujejo različne sloge v Mahabalipuramu iz 7. in 8. stoletja. Po Meisterju so templji Mahabalipuram »monolitni modeli različnih formalnih struktur, za katere že lahko rečemo, da predstavljajo razvito tamilsko arhitekturo (južnoindijski red)«. Predlagajo tradicijo in bazo znanja, ki obstajata v južni Indiji v času zgodnje dobe Čalukja in Palava, ko so bili ti zgrajeni. Druge primere najdemo v Aihole in Patadakal.
Od približno 7. do 13. stoletja je preživelo veliko število templjev in njihovih ruševin (čeprav jih je bilo veliko manj, kot jih je nekoč obstajalo). Razvili so se številni regionalni slogi, ki so zelo pogosto sledili političnim delitvam, saj so bili veliki templji običajno zgrajeni s kraljevim pokroviteljstvom. Na severu so muslimanski vdori od 11. stoletja naprej zmanjšali gradnjo templjev in izgubili številne obstoječe. Na jugu je bil tudi hindujsko-muslimanski konflikt, ki je prizadel templje, vendar je bila regija sorazmerno manj prizadeta kot sever. V poznem 14. stoletju je prišel na oblast hindujski imperij Vidžajanagara in nadzoroval večji del južne Indije. V tem obdobju je značilna zelo visoka vratarnica gopura pravzaprav pozen razvoj, od 12. stoletja ali kasneje, običajno dodana starejšim velikim templjem.

#### Pozna
Severnoindijski templji so v 10. stoletju pokazali povečano višino obzidja in dovršen zvonik. Na šikari, najstarejši obliki, imenovani latina, s širokimi plitvimi štrlinami, ki tečejo ob straneh, so se razvile alternativne oblike s številnimi manjšimi spireleti (urušringa). Dve različici teh se imenujeta sekhari, kjer se podvrhovi raztezajo navpično, in bhumija, kjer so posamezni podvrhovi razporejeni v vrsticah in stolpcih.
Bogato okrašeni templji - vključno s kompleksom v Khadžurahu - so bili zgrajeni v osrednji Indiji. Primeri so tempelj Lingaraja v Bhubanešvarju v Odiši, sončni tempelj Konark v Odiši, tempelj Brihadesvarar v Thandžavurju v Tamil Naduju. Indijski trgovci so prinesli indijsko arhitekturo v jugovzhodno Azijo po različnih trgovskih poteh.
Slogi, imenovani vesara, vključujejo zgodnjo arhitekturo Badami Čalukja, arhitekturo Zahodni Čalukja in končno arhitekturo Hojsala. Drugi regionalni slogi so tisti iz Bengalije, Kašmirja in drugih himalajskih območij, Karnataka, arhitektura Kalinga in arhitektura Māru-Gurdžara.
Arhitektura Hojsala je značilen gradbeni slog, ki se je razvil pod vladavino imperija Hojsala v regiji, zgodovinsko znani kot Karnata, današnja Karnataka v Indiji, med 11. in 14. stoletjem. Veliki in majhni templji, zgrajeni v tem obdobju, ostajajo primeri arhitekturnega sloga Hojsala, vključno s templjem Čenakesava v Belurju, templjem Hojsalesvara v Halebiduju in templjem Kesava v Somanathapuri. Drugi primeri vrhunske obrti Hojsala so templji v Belavadiju, Amrithapuri in Nuggehaliju. Študija arhitekturnega sloga Hojsala je razkrila zanemarljiv indoarijski vpliv, medtem ko je vpliv južnoindijskega sloga izrazitejši. Značilnost arhitekture templja Hojsala je pozornost do podrobnosti in spretna izdelava. Templja Belur in Halebidu sta predlagana za Unescov seznam svetovne dediščine. Danes je ohranjenih približno 100 templjev Hojsala.

### Dravidska arhitektura
Dravidski slog ali južnoindijski tempeljski slog je arhitekturni idiom v hindujski tempeljski arhitekturi, ki se je pojavil v južnem delu Indijske podceline ali južne Indije in na Šrilanki ter dosegel svojo končno obliko do 16. stoletja. Najdemo ga v hindujskih templjih, najbolj značilna razlika od severnoindijskega sloga pa je uporaba krajšega in bolj piramidastega stolpa nad garbhagriho ali svetiščem, imenovanim vimana, kjer ima sever višje stolpe, ki se običajno upognejo navznoter, ko se dvigajo, imenovani šikara. Vendar pa je za sodobne obiskovalce večjih templjev prevladujoča značilnost visoka gopura ali vratarnica na robu kompleksa; veliki templji imajo večje, zaradi česar je vimana pritlikava; to so veliko novejši razvoj. Obstajajo številne druge posebne značilnosti, kot so dvarapalake – dvojni varuhi na glavnem vhodu in notranjem svetišču templja ter goshtami – božanstva, izklesana v nišah na zunanjih stranskih stenah garbhagrihe.
Besedila Majamata in Manasara šilpa, za katera se ocenjuje, da so bila v obtoku od 5. do 7. stoletja, so vodnik o dravidskem slogu oblikovanja, gradnje, kiparstva in mizarske tehnike Vastu šastra. Isanasivagurudeva padhati je drugo besedilo iz 9. stoletja, ki opisuje umetnost gradnje v Indiji v južni in osrednji Indiji.
Od 300 pr. n. št. do 300 n. št. so največji dosežki kraljestev zgodnjega Čola, Čera in kraljestev Pandjan vključevali opečnata svetišča božanstvom Kartikeji, Šivi, Amanu in Višnuju. Nekaj teh je bilo izkopanih v bližini Adičanalurja, Kaveripompuharpatinama in Mahabalipurama, gradbeni načrti teh krajev čaščenja pa so bili do podrobnosti predstavljeni v različnih pesmih sangamske literature.
Arhitektura templjev, vklesanih v skalo, zlasti rath, je postala model za južnoindijske templje. Arhitekturne značilnosti, zlasti skulpture, so bile široko sprejete v južni Indiji. Potomci kiparjev svetišč so rokodelci v sodobnem Mahabalipuramu.
Badami Čalukja, imenovani tudi zgodnji Čalukja, so vladali iz Badamija v Karnataki v obdobju 543–753 in ustvarili slog Vesara, imenovan Badami Čalukja arhitektura. Najboljši primeri njihove umetnosti so vidni v Patadakalu, Aiholeju in Badamiju v severni Karnataki. V porečju Malaprabha je ostalo več kot 150 templjev.
Prispevki Raštrakuta k umetnosti in arhitekturi se odražajo v čudovitih v skalo vklesanih svetiščih v Elori in Elephanti, ki sta v današnji Maharaštri. Rečeno je, da so skupaj zgradili 34 svetišč, vklesanih v skalo, vendar je najbolj obsežno in razkošno od vseh tempelj Kailasanatha v Elori. Tempelj je veličasten dosežek dravidske umetnosti. Stene templja imajo čudovite skulpture iz hindujske mitologije, vključno z Ravano, Šivo in Parvati, medtem ko so stropi poslikani. Ti projekti so se iz Dekana razširili v južno Indijo. Uporabljeni arhitekturni slog je bil deloma dravidski. Ne vsebujejo nobenih šikar, ki so običajne za slog Nagara, in so bili zgrajeni na enak način kot tempelj Virupakša v Patadakalu v Karnataki.
Arhitektura Vidžajanagara obdobja (1336–1565) je bil opazen gradbeni slog, ki ga je razvil imperij, ki je vladal večini južne Indije iz njihove prestolnice v Vidžajanagari na bregovih reke Tungabhadra v današnji Karnataki. Arhitektura templjev, zgrajenih med vladavino imperija, je imela elemente politične oblasti. Posledica tega je bil nastanek značilnega imperialnega sloga arhitekture, ki je bil vidno prikazan ne le v templjih, ampak tudi v upravnih strukturah po Dekanski planoti. Slog Vidžajanagara je kombinacija slogov Čalukja, Hojsala, Pandja in Čola, ki so se razvili v stoletjih prej, ko so vladali ti imperiji, zanj pa je značilna vrnitev k poenostavljeni in spokojni umetnosti preteklosti. Južnoindijski tempelj je v bistvu sestavljen iz svetišča s kvadratnimi komorami, na vrhu katerega je nadgradnja, stolp ali zvonik in pritrjena veranda ali dvorana s stebri (maṇḍapa ali maṇṭapam), obdana s peristilom celic znotraj pravokotnega dvorišča. Zunanje stene templja so segmentirane s pilastri in imajo niše, v katerih je nameščena skulptura. Nadgradnja ali stolp nad svetiščem je tipa kūṭina in je sestavljen iz niza postopoma odmikajočih se nadstropij v piramidalni obliki. Vsako nadstropje označuje parapet miniaturnih svetišč, kvadratnih na vogalih in pravokotnih s strehami v obliki banjastih obokov na sredini.
Utrdba Vrangal, Tempelj tisoč stebrov in tempelj Ramapa so primeri arhitekture Kakatija.

## Džainistična arhitektura
Džainistična tempeljska arhitektura je na splošno blizu hindujski tempeljski arhitekturi, v starih časih pa budistični verski arhitekturi. Običajno so isti gradbeniki in rezbarji delali za vse vere, regionalni in časovni slogi pa so si na splošno podobni. Osnovna postavitev hindujskih in večine džainističnih templjev je bila sestavljena iz majhne garbhagrihe ali svetišča za glavne murtije ali kultne podobe, nad katerimi se dviga visoka nadgradnja, nato pa ena ali več večjih dvoran mandapa.
Najzgodnejši ostanki džainske arhitekture so del indijske tradicije vklesane arhitekture v skalo, ki si jo je sprva delil budizem, do konca klasičnega obdobja pa hinduizem. Zelo pogosto si številni džainistični templji in samostani, vklesani v skalo, delijo mesto s tistimi drugih religij, kot so Udajagiri, Bava Pjara, Elora, Aihole, Badami in Kalugumalai. Jame Elora so pozno najdišče, ki vsebuje templje vseh treh religij, saj so se prejšnji budistični umaknili kasnejšim hindujskim izkopaninam.
Obstaja precejšnja podobnost med slogi različnih religij, vendar so džainisti pogosto postavljali velike figure enega ali več od 24 tirthankar na prostem namesto v svetišče. Ti kipi so kasneje postali zelo veliki, običajno stoječe gole figure v meditacijskem položaju kajotsarga (ki je podoben položaju, ki stoji pri miru). Primeri vključujejo džainistične spomenike Gopačal, vklesane v skalo, in jame Sidhačal s skupinami kipov in številnimi posameznimi figurami, vključno s kipom Gomatešvara iz 12. stoletja in sodobnim kipom Vasupudžja, največji med vsemi s 33 m visok, kip Ahimse.
Glavne stavbe največjih templjev Dilvara so obdane s samostanskimi zasloni svetišč devakulikā in so precej preproste na zunanjih stenah teh; v primeru Vimal Vasahi je bil ta zaslon poznejši dodatek, približno v času drugega templja. Obkrožanje glavnega templja z zaveso svetišč naj bi postalo značilnost džainističnih templjev v Zahodni Indiji, ki se še vedno uporablja v nekaterih sodobnih templjih.
Džainistični templji, ki jih večinoma financirajo zasebniki ali skupine in so namenjeni manjšemu prebivalstvu, so običajno na majhnem ali srednjem koncu razpona velikosti, toda na romarskih krajih se lahko združijo v velike skupine – v Palitani jih je skupaj več sto, tesno zapakiran v več spojinah z visokimi stenami, imenovanih tuks ali tonks. Tempeljski dobrodelni skladi, kot je zelo velik Ananddži Kaljanji Trust, ustanovljen v 17. stoletju in zdaj vzdržuje 1200 templjev, igrajo zelo pomembno vlogo pri financiranju gradnje in vzdrževanja templjev.

### Arhitektura Māru-Gurdžara
Regionalne razlike v hindujskih templjih se v veliki meri odražajo v džainističnih, le da je arhitektura Māru-Gurdžara ali slog Solanki do neke mere postal vseindijski, pravzaprav vseglobalni džainistični slog. To je poseben tempeljski slog iz Gudžarata in Radžastana (obe regiji z močno prisotnostjo džainistov), ki izvira iz hindujskih in džainističnih templjev okoli leta 1000, vendar je postal trajno priljubljen med pokrovitelji džainistov in se razširil prejšnje stoletje v druge dele Indije in svetovno džainistično diasporo. V nekoliko spremenjeni obliki je ostal v uporabi vse do danes, prav tako pa je v zadnjem stoletju spet postal priljubljen za nekatere hindujske templje. Slog je viden v skupinah romarskih templjev v Dilvara na gori Abu, Taranga, Girnar in Palitana.
Notranjost je bolj razkošno okrašena, z dovršenimi rezbarijami na večini površin. Zlasti džainistični templji imajo na notranji strani pogosto izrezljane majhne nizke kupole z zelo zapletenim dizajnom rozete. Druga značilnost so ločni elementi med stebri, ki se v sredini dotikajo vodoravnega trama zgoraj in so dovršeno izrezljani. Ti nimajo strukturne funkcije in so izključno dekorativni. Slog je razvil velike dvorane s stebri, mnoge odprte ob straneh, z džainističnimi templji, ki imajo pogosto eno zaprto in dve dvorani s stebri v zaporedju na glavni osi, ki vodi do svetišča.
Slog Maru-Gurdžara ni predstavljal radikalnega preloma s prejšnjimi slogi. Prejšnji slogi v severozahodni Indiji in skupina džainističnih templjev v Khadžurahu, ki tvorijo del slavne skupine spomenikov Khadžuraho, so večinoma v istem slogu kot njihovi hindujski tovariši, ki so bili večinoma zgrajeni med letoma 950 in 1050. številne značilnosti sloga Māru-Gurdžara: visoki podstavki s številnimi okrašenimi trakovi na stenah, razkošno figurativno in okrasno rezbarjenje, balkoni, ki gledajo na več strani, stropne rozete in drugo, toda pri Khadžurahu je veliki višini šikare dan večji poudarek. Obstajajo podobnosti s sodobno arhitekturo Hojsala z veliko bolj južne strani. V obeh slogih je arhitektura obdelana kiparsko.
- Podroben izrez slona, džainistični tempelj Ranakpur
- Rani ki vav, Gudžarat
- Tempelj Somanath
- Adalajski stopničast vodnjak
- tempelj Taranga, Gudžarat

## Indo-islamska arhitektura
Indo-islamska arhitektura se je začela pod vplivom islama na Indijski podcelini okoli 7. stoletja našega štetja. Na mnoge od teh slogov vpliva tudi regionalna indijska arhitektura. Zamenja tudi indijski trabeatni slog z lokastim slogom. Turki in Perzijci, ki so od Sasanidskega in Bizantinskega cesarstva podedovali bogastvo raznolikega oblikovanja, so oblikovali in vplivali na arhitekturo.
Islamske stavbe so sprva prilagodile spretnosti delovne sile, ki je bila usposobljena v prejšnjih indijskih tradicijah, svojim lastnim načrtom. Za razliko od večine islamskega sveta, kjer je prevladovala opeka, je Indija imela visoko kvalificirane gradbenike, ki so bili vajeni izdelave kamnitih zidov izjemno visoke kakovosti. Poleg arhitekture, razvite v Delhiju in vidnih središčih mogulske kulture, kot so Agra, Lahore in Alahabad, so se v regionalnih kraljestvih, kot so sultanati Bengalija, Gudžarat, Dekan, DŽaunpur in Kašmir, razvili različni regionalni slogi. Po propadu Mogulskega cesarstva so regionalne navabe, kot so Lucknov, Hiderabad in Misore, še naprej naročale in pokroviteljsko gradile mogulsko arhitekturo v knežjih državah.

### Sultanat
Pomembni regionalni slogi so se razvili v neodvisnih sultanatih, ki so nastali, ko je imperij Tughlaq oslabel sredi 14. stoletja, in so trajali, dokler jih večino v 16. stoletju ni absorbiralo Mogulsko cesarstvo. Poleg sultanatov Dekanske planote, Gudžarata, Bengalije in Kašmirja je arhitektura sultanatov Malva in Džaunpur prav tako pustila nekaj pomembnih stavb.

#### Delhijski sultanat
Začetek Delhijskega sultanata leta 1206 pod Qutb al-Din Aibakom je v Indijo uvedel veliko islamsko državo, ki je uporabljala srednjeazijske sloge. Pomemben kompleks Qutub v Delhiju se je začel pod Mohamedom Ghorskega do leta 1199 in nadaljeval pod Qutb al-Din Aibakom in kasnejšimi sultani. Mošeja Quvat-ul-Islam, ki je danes ruševina, je bila prva stavba. Tako kot druge zgodnje islamske stavbe je ponovno uporabil elemente, kot so stebri iz uničenih hindujskih in džainističnih templjev, vključno s tistim na istem mestu, katerega ploščad je bila ponovno uporabljena. Loki so bili okrašeni na tradicionalen indijski način. Alai Minar, dvakrat večji minaret od Qutub Minarja, je naročil Alaudin Khildži, vendar nikoli dokončan. Drugi primeri so trdnjava Tughlaqabad in kompleks Hauz Khas.
Druga zelo zgodnja mošeja, ki so jo začeli graditi v 1190-ih, je Adhai Din Ka DŽhonpra v Adžmerju v Radžastanu, zgrajena za iste delhijske vladarje, spet z loki in kupolami, okrašenimi z zankami. Tukaj so stebri hindujskega templja (in morda nekateri novi) zloženi po trije, da se doseže dodatna višina. Obe mošeji sta imeli pred njima dodane velike samostoječe zaslone s koničastimi loki z zavihki, verjetno pod Iltutmišem nekaj desetletij pozneje.
Pri Adžmerju so manjši zaslonski loki pogojno zaobljeni, prvič v Indiji. Okoli leta 1300 so zgradili prave kupole in loke z voussoirji (sklepni kamen); uničena Balbanova grobnica († 1287) v Delhiju je morda najzgodnejši ohranjeni spomenik. Vrata Alai Darvaza v kompleksu Qutub iz leta 1311 še vedno kaže previden pristop do nove tehnologije z zelo debelimi stenami in plitvo kupolo, ki je vidna samo z določene razdalje ali višine. Krepke kontrastne barve zidov z rdečim peščenjakom in belim marmorjem predstavljajo tisto, kar je postalo običajna značilnost indo-islamske arhitekture, ki je nadomestila večbarvne ploščice, ki so jih uporabljali v Perziji in Srednji Aziji. Koničasti loki se pri vznožju rahlo združijo, kar daje učinek blagega podkvastega loka, njihovi notranji robovi pa niso zaobljeni, ampak obrobljeni s konvencionalnimi izboklinami v obliki 'suličastih' konic, ki morda predstavljajo lotosove popke. Džali, kamniti odprti zasloni, so predstavljeni tukaj; že dolgo so jih uporabljali v templjih.
V času Tughlaqsa je islamska arhitektura v Indiji prevzela nekatere značilnosti zgodnejše indijske arhitekture, kot je uporaba visokega podstavka in pogosto letve okoli njegovih robov, pa tudi stebri in konzole ter hipostilne dvorane. Po Firozovi smrti so Tughlaqi propadli in naslednje delhijske dinastije so bile šibke. Večina zgrajenih monumentalnih stavb so bile grobnice, čeprav je impresivne vrtove Lodi v Delhiju (okrašene s fontanami, vrtovi tipa čarbagh, ribniki, grobnice in mošeje) zgradila pozna dinastija Lodi. Arhitektura drugih regionalnih muslimanskih držav je bila pogosto bolj impresivna.

#### Dekanski sultanati
Davood Šah iz Bahamskega sultanata je leta 1378 vladal zelo kratek čas, vendar je izumil nov slog grobnice, ki je sestavljen iz dveh podobnih kupolastih struktur v eni sami kleti, sloga, ki ga ni bilo mogoče videti nikjer zunaj Kalaburagija. Firuz Šah, ki je umrl leta 1422, je kopiral slog z dvema komorama, vendar je svojo grobnico naredil veliko preprostejšo. Vratni podboji iz črnega bazalta, ki spominjajo na tempeljske stebre, vdolbeni loki s štukaturnimi cvetličnimi deli, loki in čadždžas (previsni napušč), ki se nosijo na konzolah, ki spominjajo na tiste v templjih, vse to postane običajna značilnost kasnejše arhitekture Bahmanija. Medtem ko so čudoviti mozaiki iz ploščic na nekaterih stenah in svetleči biserni vložki na črnem bazaltu v perzijskem slogu, njeni izrezljani leseni stebri in nosilci jasno izhajajo iz lokalne stanovanjske arhitekture.
Glavne arhitekturne dejavnosti vladarjev Barid Šah so bile gradnja vrtnih grobnic. Grobnica Ali Barid Šaha (1577) je najpomembnejši spomenik v Bidarju. Grobnica je sestavljena iz vzvišene kupolaste komore, odprte na štirih straneh, ki stoji sredi perzijskega vrta s štirimi kvadrati. Rangin Mahal v Bidarju, zgrajena med vladavino Ali Barid Šaha, je popolna in izvrstno okrašena dvorna stavba. Drugi pomembni spomeniki v Bidarju iz tega obdobja so grobnica Kasima II. in mošeja Kali.
Med večjimi arhitekturnimi deli v sultanatu Bidžapur je eno najzgodnejših nedokončana Jami Masjid, ki jo je leta 1576 začel graditi Ali Adil Šah I. Ima arkadno molitveno dvorano z lepimi stranskimi ladjami in ima impresivno kupolo, ki jo podpirajo masivni slopi. Eden najbolj impresivnih spomenikov, zgrajenih med vladavino Ibrahima II., je bila Ibrahim Rouza, ki je bila prvotno načrtovana kot grobnica za kraljico Tadž sultano, vendar je bila kasneje spremenjena v grobnico za Ibrahima Adil Šaha II. in njegovo družino. Ta kompleks, dokončan leta 1626, sestavljata grobnica in mošeja.
Pomembne stavbe sultanata Bahmani in Dekanskega sultanata so Čarminar, Meka mošeja, grobnice Qutub Šahi, medresa Mahmud Gavan in Gol Gumbaz. Največji spomenik v Bidžapurju je Gol Gumbaz, mavzolej Mohameda Adila Šaha, ki je bil dokončan leta 1656 in katerega polkrogla kupola meri 44 metrov.
Eden najzgodnejših arhitekturnih dosežkov dinastije Qutub Šahi je utrjeno mesto Golconda, ki je zdaj v ruševinah. V 16. stoletju se je Muhammad Quli Qutub Šah odločil prestaviti prestolnico v Hiderabad, 8 kilometrov vzhodno od Golconde. Tu je zgradil najbolj izviren spomenik v Dekanu, Čarminar, v središču novega mesta. Ta spomenik, dokončan leta 1591, ima štiri minarete, vsak visok 56 metrov.

#### Bengalski sultanat
Slog bengalskega sultanata je večinoma uporabljal opeko, značilne značilnosti pa so bili avtohtoni bengalski elementi, kot so ukrivljene strehe, vogalni stolpi in zapleteno okrasje iz terakote. Ena od značilnosti sultanata je bila relativna odsotnost minaretov. Po vsej regiji je bilo zgrajenih veliko majhnih in srednje velikih srednjeveških mošej z več kupolami in umetniškimi nišnimi mihrabi.[92]
Te značilnosti so vidne tudi v mošeji Čoto Sona (okoli 1500), ki je v kamnu, nenavadno za Bengalijo, vendar si deli slog in meša kupole in ukrivljeno 'neoluščeno' streho, ki temelji na strehah vaških hiš iz slame. Takšne strehe so še močneje predstavljene v kasnejši bengalski hindujski tempeljski arhitekturi, z vrstami, kot so do-čala, džor-bangla in čar-čala. Pri večjih mošejah so bengalski arhitekti pomnožili število kupol, pri čemer je bila ena od možnosti formula devetih kupol (tri vrste po tri), ki so preživeli v štirih primerih, vse v 15. ali 16. stoletju in zdaj v Bangladešu, čeprav so bile tudi druge z večjim številom kupol.
Največja mošeja na Indijski podcelini je bila mošeja Adina iz 14. stoletja. Zgrajena iz kamna, porušenega iz templjev, je imela monumentalen rebrast banjast obok nad osrednjo ladjo, prvi tako velikanski obok, uporabljen kjerkoli na podcelini. Mošeja je bila oblikovana po perzijskem imperialnem sasanidskem slogu. Sultanski slog je cvetel med 14. in 16. stoletjem. Provincialni slog pod vplivom severne Indije se je razvil v Mogulski Bengaliji v 17. in 18. stoletju. Moguli so posnemali tudi bengalsko tradicijo streh do-čala za mavzoleje v severni Indiji.
Čeprav opis v Pandovi, starodavni prestolnici, prikazuje predvsem perzijsko kulturo na dvorih, najdemo enega prvih poskusov združitve islamskega in bengalskega sloga arhitekture pod takratno vladajočo dinastijo Iljas Šahi. Pod Džalaludinom se je pojavil 'bengalski' slog mošej. Z Džalaludinovo vladavino vidimo začetke trenda muslimanske vladajoče dinastije, ki se je opirala na lokalno kulturo, namesto da bi iskala legitimnost v Delhiju ali Meki. Po vrnitvi v Delhi s svoje prve bengalske odprave je Firoz Šah Tughlaq zgradil mošejo Kotla, ki je presenetljivo podobna bengalskemu slogu.

#### Kašmir
Do leta 1339 je Šams-ud-din Šah Mir iz dinastije Šah Mir ustanovil sultanat, ki je obsegal regijo Kašmir (ki ga sestavljajo današnji Gilgit-Baltistan, Azad Kašmir, Džamu in Kašmir, Ladak in Aksai Čin), kar je omogočilo postopna islamizacija regije in hibridizacija perzijske kulture in arhitekture z avtohtonimi budističnimi slogi Kašmirja. V prestolnici Srinagar v sodobnem Kašmirju pod indijsko upravo je Sikandar Šah Mir zgradil Petkovo mošeko, veliko leseno kongregacijsko mošejo, ki združuje elemente dveh kultur, kar pomeni, da je bila postavljena v perzijskem slogu, vendar je njen minar na vrhu okornan z dežnikastim zaključkom, ki je podoben strukturi budistične pagode, kot tudi lesena mošeja Khanqah-e-Moulah. V Srinagarju sta tudi košeja Aali in grobnica Zain-ul-Abidina. Dve leseni mošeji iz 14. stoletja v Gilgit-Baltistanu sta mošeja Čaqčan v Khaplu (1370) in mošeja Amburiq v Šigarju. Obe imata kamnita jedra z dovršeno izrezljanimi lesenimi zunanjimi galerijami, v Amburiqu na dveh nivojih, v prilagoditvi tradicionalnih lokalnih stilov.

#### Sultanat Gudžarat
Pod Gudžaratskim sultanatom, neodvisnim med letoma 1407 in 1543, je bil Gudžarat uspešen regionalni sultanat pod vladavino dinastije Muzafarid, ki je razkošno gradila, zlasti v prestolnici Ahmedabad, v značilnem slogu indo-islamske arhitekture. Sultanat je naročil mošeje, kot so Petkova mošeja v Ahmedabadu, Petkova mošeja v Čampanerju, Petkova mošeja v Khambhatu, Qutbuddin mošeja, Rani Rupamati mošeja, Sarkhej Roza, Sidi Bašir mošeja, Kevada mošeja, Sidi Sajed mošeja, Nagina mošeja in Patharvali mošeja, kot tudi strukture, kot so Teen Darvaza, utrdba Bhadra in stopničast vodnjak Dada Harir v Ahmedabadu.
Značilen indo-islamski arhitekturni slog Gudžarata je črpal mikro arhitekturne elemente iz prejšnje arhitekture Maru-Gurdžara in jih uporabil v mihrabu, strehah, vratih, minaretih in fasadah. V 15. stoletju je indo-islamski slog Gudžarata še posebej znan po domiselni in elegantni uporabi minaretov. Pogosto so v parih, ki obkrožajo glavni vhod, večinoma precej tanki in vsaj na nižjih ravneh z dovršeno rezbarijo. Nekateri modeli potisnejo balkone v intervalih navzgor po jašku; najbolj skrajna različica tega je bila v izgubljenih zgornjih delih tako imenovanih tresočih se minaretov v Petkovi mošeji v Ahmedabadu, ki so padli v potresu leta 1819. Ta rezbarija temelji na tradicionalnih veščinah lokalnih kamnosekov, ki so prej izvajali hindujske templje v Maru-Gurdžara in drugih lokalnih slogih.
Indo-islamski arhitekturni slog Gudžarata napoveduje številne arhitekturne elemente, ki so jih kasneje našli v mogulski arhitekturi, vključno z okrašenimi mihrabi in minareti, džali (luknjičastimi zasloni, vklesanimi v kamen) in čhatri (paviljoni, okrašeni s kupolami).
Arheološki park Čampaner-Pavagadh, glavno mesto sultanata Gudžarat iz 16. stoletja, dokumentira zgodnje islamsko in predmogolsko mesto, ki je ostalo nespremenjeno.

### Mogulsko cesarstvo
Najbolj znan indo-islamski slog je mogulska arhitektura. Mogulska umetnost in arhitektura sta cveteli na Indijski podcelini v času Mogulskega cesarstva (1526–1857). Ta novi slog je združeval elemente islamske umetnosti in arhitekture, ki so bili uvedeni v Indijo med Delhijskim sultanatom (1192–1398) in so ustvarili velike spomenike, kot je Qutub Minar, z značilnostmi perzijske umetnosti in arhitekture. Njegovi najvidnejši primeri so niz cesarskih mavzolejev, ki se je začel z osrednjo Humajunovo grobnico, vendar je najbolj znan po Tadž Mahalu.
Znana je po značilnostih, vključno z monumentalnimi stavbami z velikimi čebulastimi kupolami, obdanimi z vrtovi na vseh štirih straneh, in občutljivim okrasjem, vključno z okrasnimi deli pačin kari in mrežastimi zasloni z džali. Pietra dura ali Parčin kari je postala pomembna pod pokroviteljstvom cesarjev, zlasti pod Šah Džahanom. Izvira iz Italije in je po trgovski poti našla pot do mogulskih dvorov. Prilagodila se je svoji sedanji izraziti značilnosti cvetlične umetnosti z rokami lokalnih obrtnikov in perzijskim vplivom.
Moguli so v indijsko arhitekturo prinesli perzijski slog. Značaj in struktura mogulskih stavb sta kazala enoten značaj in strukturo. Nekaj glavnih značilnosti mogulske arhitekture je navedenih spodaj.
1. Velike dvorane
2. Zelo veliki obokani prehodi
3. Nežen okras
4. Čebulne kupole
5. Tanki minareti s kupolami na 4 vogalih

Rdeča utrdba v Agri (1565–74) in obzidano mesto Fatehpur Sikri (1569–74) sta med arhitekturnimi dosežki tega časa – kot tudi Tadž Mahal, ki ga je kot grobnico za kraljico Mumtaz Mahal zgradil Šah Džahan (1628–58). Uporaba dvojne kupole, vdolbine loka, upodobitev katere koli živali ali človeka - bistveni del indijske tradicije - je bila v islamu prepovedana v krajih čaščenja.
Mogulska arhitektura je svoj vrhunec dosegla v času vladavine cesarja Šah Džahana (1628–58), njen vrhunec pa je bil veličastni Tadž Mahal. To obdobje je zaznamovano s svežim pojavom perzijskih značilnosti v Indiji, ki so bile prej vidne v Humajunovi grobnici. Za to obdobje je značilna uporaba dvojne kupole, poglobljenega loka znotraj pravokotnega zatrepa in parkovne okolice. Simetrija in ravnovesje med deli stavbe sta bili vedno poudarjeni, medtem ko je bila prefinjenost podrobnosti v dekorativnem delu Šah Džahana le redko presežena.
Tadž Mahal res vsebuje ploščice z rastlinskimi okraski. Arhitektura v mogulskem obdobju, kjer so bili vladarji turško-mongolskega porekla, je pokazala opazno mešanico indijskega sloga v kombinaciji z islamskim. Tadž Mahal v Agri v Indiji je eno od svetovnih čudes.
Mogulski vrtovi so vrtovi v islamskem slogu. Na ta slog so vplivali perzijski vrtovi. Zgrajeni so v strukturi charbagh, štirikotna vrtna postavitev, ki temelji na štirih rajskih vrtovih, omenjenih v Koranu. Ta slog naj bi ustvaril predstavitev zemeljske utopije, v kateri ljudje sobivajo v popolni harmoniji z vsemi elementi narave.
Štirikotni vrt je s sprehajalnimi potmi ali tekočo vodo razdeljen na štiri manjše dele. Premočrtne postavitve so v veliki meri uporabljene znotraj obzidanih ohišij. Nekatere tipične značilnosti vključujejo bazene, fontane in kanale znotraj vrtov.
- Grobnica Safdarja Džanga je zgrajena v poznem mogulskem slogu za Navaba Safdardžunga. Grobnica je opisana kot »zadnji utrip v luči mogulske arhitekture«.
- Grobnica I'timād-ud-Daulaha je mogulski mavzolej v Agri. Opazen je pri prvi uporabi tehnike pietra dura. Grobnica se pogosto obravnava kot osnutek Tadž Mahala.
- Šalimar Bagh je mogulski vrt v Srinagarju, povezan s kanalom severovzhodno od jezera Dal. Bagh velja za vrhunec mogulske hortikulture.
- Akbarjeva grobnica v Agri sta iz rdečega peščenjaka zgradila njegov sin in vnuk med letoma 1605 in 1618
- Humajunova grobnica, Delhi, prva v celoti razvita mogulska cesarska grobnica, 1569–70 [59]

## Regionalni slogi

### Radžputska arhitektura
Radžputska arhitektura predstavlja različne vrste stavb, ki jih lahko na splošno uvrstimo med posvetne ali verske. Posvetne stavbe so različnih velikosti. To so templji, trdnjave, stopničasti vodnjaki, vrtovi in palače. Trdnjave so bile zaradi islamskih vpadov zgrajene posebej za obrambo in vojaške namene.
Trdi se, da sta mogulska arhitektura in slikarstvo vplivala na avtohtone radžputske sloge umetnosti in arhitekture.
Hribovske trdnjave Radžastana (Amber, Čitor, Gagron, Džaisalmer, Kumbhalgarh, Ranthambore), skupina šestih utrdb, ki so jih zgradila različna radžputska kraljestva in kneževine v srednjem veku, so med najboljšimi primeri radžputske arhitekture. Ansambel je tudi Unescov seznam svetovne dediščine. Druge trdnjave so trdnjava Mehrangarh in trdnjava Džaigarh.
Večina prebivalcev Radžastana je hindujcev in v zgodovini je obstajala precejšnja džainska manjšina; ta mešanica se odraža v številnih templjih v regiji. Arhitektura Māru-Gurdžara ali slog Solaṅkī je značilen slog, ki se je začel v Radžastanu in sosednjem Gudžaratu okoli 11. stoletja, hindujci in džainisti pa so ga obudili in prenesli v druge dele Indije in sveta. To predstavlja glavni prispevek regije k arhitekturi hindujskih templjev. Džainistični templji Dilvara na gori Abu, zgrajeni med 11. in 13. stoletjem našega štetja, so najbolj znani primeri tega sloga. Mogulska arhitektura je močno vplivala na avtohtone radžputske sloge umetnosti in arhitekture.
Nekateri arhitekturni slogi, ki so bili inovirani in na katere so vplivali arhitekturni slogi Radžastana, so:
1. Okrašene stavbe ali Havelis
2. Čhatris
3. Nežen okras
4. Džharokha
5. Stopničast vodnjak ali bavdi

V hindijščini se čhatri nanaša na baldahin ali dežnik. Čhatris so dvignjeni paviljoni s kupolastimi verandami. Uporabljajo se kot simbol za prikaz temeljev občudovanja in ponosa na njegov slog arhitekture.
Džharokha je nekakšna viseča zaprta galerija. Pomemben namen je bil omogočiti ženskam, da so bile priče dogodkom in družbi zunaj življenja v palači, ne da bi bile opažene. To je sčasoma privedlo do džharokha daršan, ki so ga prilagodili Moguli, kar je omogočilo bistveno in neposredno komunikacijo med cesarji ali kralji in širšo javnostjo.
Obzidano mesto Džaipur je leta 1727 ustanovil radžputski vladar Savai Džai Singh in je »edinstven primer tradicionalnega hindujskega načrtovanja mest«, ki sledi zapovedim, določenim v številnih hindujskih besedilih. Kasneje so bile zgrajene tudi mestna palača, Hava Mahal, palača Rambagh, Džal Mahal in muzej Albert Hall. Tudi Udaipur ima več palač, vključno z Bagore-ki-Haveli, ki je danes muzej, zgrajena v 18. stoletju.
Radžputska arhitektura se je nadaljevala tudi v 20. in 21. stoletju, ko so vladarji kneževskih držav Britanske Indije naročili ogromne palače in druge stavbe, kot so muzej Albert Hall, palača Lalgarh in palača Umaid Bhavan. Te so običajno vključevale tudi evropske sloge, praksa, ki je sčasoma pripeljala do indo-saracenskega sloga.

### Sikhovska arhitektura
Sikhovska arhitektura je pod močnim vplivom mogulskega in islamskega sloga. Čebulasta kupola, freske, intarzije in loki so mogulski vplivi, zlasti iz obdobja šaha Džahana, medtem ko čhatri, štrleča okna, napušči, podprti s konzolami in okrašeni frizi izhajajo iz elementov radžputske arhitekture. Sikhovska arhitektura poleg verskih stavb vključuje posvetne utrdbe, bunge (stanovanjske prostore), palače in šole.

#### Gurudvara
Verska struktura se imenuje gurdvara (kraj, kjer prebiva Guru; kraj zbiranja in čaščenja). Beseda gurdvara je sestavljenka iz guru (vodnik ali mojster) in dvara (vrata ali sedež). Zlati tempelj v Amritsarju in Hazur Sahib sta primera.
Stavbam gurdvara ni treba ustrezati nobeni arhitekturni zasnovi. Edine uveljavljene zahteve so: namestitev Granth Sahiba pod nadstrešek ali na sedež z baldahinom, običajno na ploščadi, ki je višja od določenega nadstropja, na katerem sedijo bhakte, in visoka zastava Sikov na vrhu stavbe.
V 21. stoletju vedno več gurdvar (zlasti v Indiji) sledi vzorcu Harimandir Sahib, sintezi indo-islamske in sikovske arhitekture. Večina jih ima kvadratne dvorane, stojijo na višjem podstavku, imajo vhode na vseh štirih straneh in imajo kvadratna ali osmerokotna kupolasta svetišča običajno na sredini. V zadnjih desetletjih so za izpolnjevanje zahtev večjih srečanj postale sprejete večje in bolje prezračevane zborne dvorane s svetiščem na enem koncu. Lokacija svetišča je pogosteje takšna, da omogoča prostor za obhod. Včasih so za povečanje prostora zgrajene verande, ki obkrožajo dvorano. Priljubljen model za kupolo je rebrasti lotos, na vrhu katerega je okrasni vrh. Za zunanjo dekoracijo se uporabljajo obokani pokrovi, kioski in masivne kupole.

### Arhitektura Marata
Vladavina Maratov od 17. do 19. stoletja, ki se je pojavilo po zmagi Maratov nad Mogulskim cesarstvom v vojnah Marata-Mogul. Primeri so ugledne stavbe, kot sta Šanivar Vada in Lal Mahal v Puni. Okrasne značilnosti dvorcev so bili »šilasti loki, težki izklesani kamniti nosilci, ozki balkoni, ki štrlijo na vrstah takšnih nosilcev, kupolasti plitki stropi, ki se naslanjajo na različne pendantive, med katerimi je glavni prepleteni tip«.
Številne templje Džjotirlinga (nabožna predstavitev hindujskega boga Šive) so obnovili Marati, potem ko so jih uničile islamske sile. Nekateri primeri so Kaši Višvanath tempelj, Mahakalešvar Džjotirlinga, Trimbakešvar Šiva tempelj, Grishnešvar tempelj. Gati v Varanasiju (stopnice ob reki, ki vodijo do bregov reke Ganges) so bili prav tako obnovljeni pod pokroviteljstvom Maratov, vključno z Dašašvamedh Gat in Scindia Gat.
Strukture Marata so uporabljale tako lokalni arhitekturni slog kot Maratom lasten slog korintskih stebrov. Zaradi nenehnih pretresov in dolgotrajnih vojn z Moguli, Navabi, Afganistanci in drugimi silami je ostalo zelo malo dokumentacije o teh prizadevanjih. Kljub temu študije teh struktur kažejo, da so bili glavni arhitekturni elementi narejeni iz opeke, lesa, malte in kamna. Les je bil najbolj uporabljen element, saj je enostavno in poceni dostopen v Maharaštri in Karnataki. Zgodovinar Khafi Khan je pisal o očarljivi lepoti lesenih palač, templjev in utrdb iz 16. stoletja, vendar jih je zelo malo preživelo zaradi vojn z Mogulskim cesarstvom in sorazmerno kratke življenjske dobe lesenih struktur. Utrdbe so bile glavni poudarek arhitekture Maratov, okrašene s koničastimi loki v dekanskem slogu in dovršenim lesenim delom.
Herman Goetz piše o njihovem arhitekturnem slogu v svojem delu Pet tisoč let indijske umetnosti: »Maratski templji so bili na splošno opremljeni z ogromnim svečnikom (depmala). Les, ki so ga uporabljali za okrasitev svojih palač in drugih civilnih stavb, je bil zapleten in sestavni del modula. Maratska umetnost bi se lahko razvila in dosegla poseben značaj, vendar to ni bilo mogoče zaradi burnih časov srednjeveške Indije.«

### Dzong arhitektura
Dzongi so vrsta utrjenega samostana z značilno arhitekturo, ki jih najdemo predvsem v Tibetu, Butanu ter severnem in severovzhodnem delu Indije. Arhitektura je masivna v slogu z visokimi zunanjimi stenami, ki obdajajo kompleks dvorišč, templjev, upravnih pisarn in bivališč menihov.
Razlikovalne značilnosti so:
- Visoke navznoter nagnjene stene iz opeke in kamna, pobarvane z belo barvo, z malo ali brez oken v spodnjih delih stene
- Uporaba obkrožajoče rdeče oker črte blizu vrha sten, včasih prekinjene z velikimi zlatimi krogi
- Uporaba edinstvenega sloga razširjenih streh na vrhovih notranjih templjev
- Masivna vhodna vrata iz lesa in železa
- Notranja dvorišča in templji, živo obarvani z budističnimi umetniškimi motivi, kot sta aštamangala ali svastika

Po tradiciji so dzongi zgrajeni brez uporabe arhitekturnih načrtov. Namesto tega se gradnja nadaljuje pod vodstvom visokega lame, ki vzpostavi vsako dimenzijo s pomočjo duhovnega navdiha. Dzongi obsegajo težke zidane zidove, ki obdajajo eno ali več dvorišč. Glavni funkcionalni prostori so običajno razporejeni v dveh ločenih prostorih: upravne pisarne in verske funkcije – vključno s templji in bivališči menihov. Ta delitev med upravnimi in verskimi funkcijami odraža idealizirano dvojnost moči med versko in upravno vejo oblasti.
Ta nastanitev je razporejena vzdolž notranje strani zunanjega obzidja in pogosto kot ločen kamnit stolp, ki je v središču dvorišča, v katerem je glavni tempelj, ki se lahko uporablja kot notranja obrambna citadela. Strehe so masivno zgrajene iz trdega lesa in bambusa, visoko okrašene na napuščih in so zgrajene tradicionalno brez uporabe žebljev. Pri napušču so odprte, da zagotovijo zračen prostor za shranjevanje. Tradicionalno so bile zaključene z lesenimi skodlami, obteženimi s kamni.
- Stupe v samostanu Thikse
- Samostan Ralang, Sikim
- Samostan Tavang, Arunačal Pradeš
- Zborna dvorana samostana Tavang
- Molitvena dvorana v Zlatem templju v Bilakupeju, tibetanskem naselju v Karnataki

### Arhitektura Bengalije
Arhitektura Bengalije, ki obsega sodobno državo Bangladeš in indijske zvezne države Zahodna Bengalija, Tripura in dolina Barak v Asamu, ima dolgo in bogato zgodovino, ki združuje avtohtone elemente iz Indijske podceline z vplivi iz različnih delov svetu. Arhitektura Bengalije vključuje starodavno mestno arhitekturo, religiozno arhitekturo, podeželsko ljudsko arhitekturo, kolonialne meščanske hiše in podeželske hiše ter sodobne urbane sloge.
Starodavna bengalska arhitektura je dosegla svoj vrhunec v času imperija Pala (750–1120); to je bila bengalska in zadnja budistična imperialna sila na Indijski podcelini. Največ pokroviteljstva je bilo budističnih vihar, templjev in stup. Pala arhitektura je vplivala na tibetansko in jugovzhodno azijsko arhitekturo. Najbolj znan spomenik, ki so ga zgradili vladarji Pala, je bila Somapura Mahavihara, ki je zdaj na Unescovem seznamu svetovne dediščine. Zgodovinarji verjamejo, da je bil Somapura model za arhitekte Angkor Vata v Kambodži.
Značilni arhitekturni elementi so:
- Tempelj Deul – prvotno pod vplivom sloga Kalinga, so bili glavni tempeljski slog med 6. in 10. stoletjem. To je bil slog džainistične in hindujske tempeljske arhitekture v Bengaliji, kjer templju manjka običajna mandapa poleg glavnega svetišča, glavna enota pa je sestavljena samo iz svetišča in deula (šikara) nad njim. Ponovno so ga obnovili v 16. do 19. stoletju. Kasnejši predstavniki tega sloga so bili na splošno manjši in so vključevali značilnosti, na katere je vplivala islamska arhitektura.
- Tempelj Čala - Na templje v slogu Čala je vplivala ljudska arhitektura ali podeželska Bengalija. Slamnate strehe hiš so bile v obliki tipa do-čala, ki ima samo dve viseči strešni konici na vsaki strani strehe, ki je na sredini razdeljena z grebenom, ali tipa čar-čala, dve polovici strehe sta zliti v eno enoto in imajo obliko kupole. Templji čar-čala so se začeli pojavljati okoli 17. stoletja in so jih Moguli in kasneje Radžputi močno prevzeli v svojih arhitekturnih slogih.
- Tempelj Ratna - Ukrivljeno streho templja prekriva eden ali več stolpov ali vrhov, imenovanih ratna (dragulj). Ratna slog se je pojavil v 15.-16. V bistvu je bila mešanica arhitekture čala in deul, kjer so bili na sredini ali vogalih strehe čala (čar-čala) uporabljeni majhni deuli ali v nekaterih primerih kupole.
- Tempelj Dalan - S prihodom evropskih kolonistov se je pojavila nova oblika tempeljskega sloga. Slog Dalan, ki ga običajno uporabljajo Zamindarji ali elitni Bengalci, je postal pomemben v 19. stoletju. Templje z ravno streho (dalan) je bilo lažje graditi in so vključevali številne evropske elemente, zlasti oboke. Dolgoročno je ta slog izgubil svojo posebno identiteto sakralne arhitekture in se pomešal z domačo arhitekturo.

Deuli so v številnih rekah, prepredenih z aluvialno in grmovno pokrajino brez kamnov v naseljih južnega Sundarbansa v indijski zvezni državi Zahodna Bengalija.
Večina templjev, ki so ohranjeni v primernem stanju, je iz približno 17. stoletja in naprej, potem ko je gradnja templjev oživela; ustavila se je po muslimanskem osvajanju v 13. stoletju. Strešni slog arhitekture bengalskega hindujskega templja je edinstven in tesno povezan s tradicionalnim gradbenim slogom podeželske Bengalije z neoluščenimi slamnatimi strehami. »Obsežna improvizacija znotraj lokalnega arhitekturnega idioma«, ki jo kažejo templji, se pogosto pripisuje lokalnemu pomanjkanju strokovnih brahmanskih duhovnikov, ki bi zagotovili precej toge smernice glede pravilnih oblik, ki so urejale tempeljsko arhitekturo drugod. Na enak način reliefi iz terakote pogosto prikazujejo posvetne teme na zelo živ način.
V večjih in poznejših templjih se majhni stolpi dvigajo iz središča ali vogalov ukrivljene strehe. Te so ravne, pogosto s stožčaste. Malo so podobni tipičnemu severnoindijskemu templju šikara. Sloga pančaratna ('pet stolpov') in navaratna ('devet stolpov') sta različici te vrste.
Slog bungalova je pomemben arhitekturni izvoz Bengalije. Vogalne stolpe bengalskih verskih stavb so posnemali v srednjeveški jugovzhodni Aziji. Bengalske ukrivljene strehe, primerne za zelo močno deževje, so bile sprejete v poseben lokalni slog indo-islamske arhitekture in uporabljene za dekoracijo drugod v severni Indiji v mogulski arhitekturi.
Strukture, kot je Rasmanča, ki jo je zgradil kralj Bir Hambir, imajo nenavaden podolgovat piramidasti stolp, obdan s stolpiči v obliki koče, ki so bili zelo značilni za bengalske strešne strukture tistega časa. Tempelj Madan Mohan je bil zgrajen v slogu ekaratna, nadgrajen z vrhom skupaj z rezbarijami na stenah, ki prikazujejo prizore iz Ramajane, Mahabharate in Puran. Templji, kot je tempelj Dakšinešvar Kali, imajo streho v slogu navratna.
Bengalija ni bogata z dobrim kamnom za gradnjo, tradicionalna bengalska arhitektura zato večinoma uporablja opeko in les, kar pogosto odraža sloge lesa, bambusa in slame lokalne ljudske arhitekture za hiše. Posebnost so okrasne izrezljane ali oblikovane plošče iz terakote (istega materiala kot opeka). Opeka je izjemno trpežna in neuporabljene starodavne zgradbe so lokalno prebivalstvo pogosto uporabljale kot priročen vir materialov, ki so jih skozi stoletja pogosto olupili do temeljev.

## Evropska kolonialna arhitektura
Tako kot pri Mogulih je pod evropsko kolonialno vladavino arhitektura postala simbol moči, ki je bil zasnovan tako, da podpira okupatorsko oblast. Številne evropske države so vdrle v Indijo in ustvarile arhitekturne sloge, ki odražajo domovine njihovih prednikov in posvojenih domov. Evropski kolonizatorji so ustvarili arhitekturo, ki je simbolizirala njihovo osvajalsko poslanstvo, posvečeno državi oziroma veri.
Britanci, Francozi, Nizozemci in Portugalci so bile glavne evropske sile, ki so ustanovile kolonije v Indiji.

### Britanska kolonialna doba: 1757–1947

#### Indo-saracenski
Zapuščina in dediščina Velike Britanije na Indijski podcelini ostaja med drugim v stavbah in infrastrukturi. Večja mesta v obdobju britanske vladavine so bila Madras (Čenaj), Kalkuta, Bombaj (Mumbaj), New Delhi, Agra, Bangalore, Bankipore, Karači, Nagpur, Bhopal in Hiderabad, [111][110] ki so doživela vzpon indo-saracenskega arhitekture. 
Črno mesto je leta 1855 opisal kot »manjše ulice, ki jih zasedajo domorodci, so številne, nepravilne in različnih dimenzij. Mnoge med njimi so izredno ozke in slabo prezračevane ... sveti trg, sobe se odpirajo na dvorišče v središču .« Vrtne hiše so bile prvotno uporabljene kot vikend hiše za rekreacijo s strani višjega sloja Britancev. Kljub temu je vrtna hiša postala idealno bivališče za polni delovni čas in je v 19. stoletju zapustila utrdbo.
Mumbaj (Bombaj) ima nekaj najvidnejših primerov britanske kolonialne arhitekture. To je vključevalo oživitev gotike (Victoria terminal, Univerza v Bombaju, stolp z uro Radžabai, Bombajsko višje sodišče, stavba BMC), indo-saracensko (Muzej valižanskega princa, Vrata Indije, Tadž Mahal Palace hotel) in art deco (kino Eros, New India Assurance Building).
Madras in Kalkuta sta podobno mejila na vodo in delitev na Indijo na severu in Britance na jugu. Neka Angležinja je leta 1750 opazila, da so »bregovi reke, kot bi lahko rekli, popolnoma posejani z elegantnimi vilami, ki jih tukaj kot v Madrasu imenujemo vrtne hiše«. Esplanade je pred utrdbo z obrobljenimi palačami. Indijske vasi na teh območjih so bile sestavljene iz glinenih in slamnatih hiš, ki so se kasneje spremenile v metropolo iz opeke in kamna. Palača Čepauk v mestu, ki jo je zasnoval Paul Benfield, naj bi bila prva indo-saracenska stavba v Indiji. Od takrat je bilo veliko stavb iz kolonialne dobe v mestu zasnovanih v tem slogu arhitekture, ki je najbolj očiten okoli trdnjave St. George, zgrajene leta 1640. Večino teh sta zasnovala angleška arhitekta Robert Fellowes Chisholm in Henry Irwin. Najboljši primeri tega sloga so višje sodišče v Madrasu (zgrajeno leta 1892), sedež južne železnice, stavba Ripon, vladni muzej, senatska hiša Univerze v Madrasu, Amir Mahal, stavba Bharat Insurance, javna dvorana Victoria in inženirska fakulteta. Triumf dela, znan tudi kot kip dela, na plaži Marina je pomembna znamenitost Madrasa.
Indo-saracenska arhitektura se je razvila z združevanjem indijskih arhitekturnih značilnosti z evropskimi slogi. Vincent Esch in George Wittet sta bila pionirja v tem slogu. Viktorijin spomenik v Kalkuti je najučinkovitejši simbol Britanskega imperija, zgrajen kot spomenik v poklon vladavini kraljice Viktorije. Stavba je tlorisno sestavljena iz enega velikega osrednjega dela, pokritega z večjo kupolo. Obe komori ločujeta stebrišči. Vsak vogal ima manjšo kupolo in je obložen z marmornim podstavkom. Spomenik stoji na 26 hektarjih vrta, obdanega z odsevnimi bazeni.
V obdobju britanske vladavine so bogate bengalske družine (zlasti zamindarske posesti - zamindar = dedni posestnik) zaposlovale evropska podjetja za načrtovanje hiš in palač. V regiji je močno prevladovalo indo-saracensko gibanje. Medtem ko je večina podeželskih posestev predstavljala elegantno podeželsko hišo, so imela mesta Kalkuta razširjeno urbano arhitekturo iz 19. in začetka 20. stoletja, primerljivo z Londonom, Sydneyjem ali Aucklandom. Vplivi art décoja so se začeli v Kalkuti v 1930-ih.

#### Romansko-italijanski
Italijanski arhitekturni slog je bil populariziran v zgodnji viktorijanski Britaniji in je nato postal privlačna oblika, sprejeta v Indiji v kasnejših delih 19. stoletja. Glavne značilnosti tega sloga vključujejo impozantne venčne strukture, izrazite vence in konzole, rimske loke, okna s pedimenti ali zatrepi, ravno streho in okna z značilnimi oblikovanimi kapami. Edina izjemna stavba v tem razredu je bila glavna pisarna vzhodnoindijske železnice v Kalkuti, zgrajena leta 1884.

#### Neoklasicizem
Za neoklasicistične stavbe je značilna njihova veličastnost obsega, izrazita uporaba stebrov, uporaba geometrijskih oblik in simetrije, pretežno prazne stene in trikotni pedimenti. Nekaj velikih zasebnih hiš so v Kalkuti in okolici zgradili bogati trgovci. Primeri neoklasicistične arhitekture v indijskih javnih stavbah so British Residency, Hiderabad (1798) in palačo Falaknuma (1893) v Hiderabadu, cerkev sv. Andreja v Madrasu (1821), Radž Bhavan (1803) in Metcalfe Hall (1844) v Kalkuti in mestna hiša Bangalore (1935) v Bangaloreju.

### Art déco
Art déco gibanje zgodnjega 20. stoletja se je hitro razširilo na velike dele sveta. Indijski inštitut arhitektov, ustanovljen leta 1929 v Bombaju, je imel vidno vlogo pri širjenju gibanja. Indijski arhitekti, ki jih je vodila želja po posnemanju zahoda, so bili navdušeni nad industrijsko sodobnostjo, ki jo je ponujal rt déco. Zahodne elite so bile prve, ki so eksperimentirale s tehnološko naprednimi vidiki art décoja, arhitekti pa so začeli proces preobrazbe do zgodnjih1930-ih.
Mumbaj ima za Miamijem drugo največjo zbirko struktur v slogu art déco na svetu. Stavba New India Assurance Building, Eros Cinema in stavbe vzdolž Marine Drive v Mumbaju so glavni primeri.
V Kalkuti je edini primer secesijskega sloga, ki je bil pred art décojem, dvorec Esplanade Mansions nasproti Radž Bhajana, zgrajen leta 1910.

### Tip Asam
Arhitekturo tipa Asam najdemo v regiji Asam in Silhet. Hiše, zgrajene v tem slogu, se na splošno imenujejo hiše tipa Asam, običajno sestavljene iz enega ali več nadstropij. Hiše so zgrajene tako, da so odporne proti potresom, izdelane pa so iz materialov, od lesa in bambusa do jekla in betona.
Hiše tipa Asam so vrsta zasnove, ki jo je razvila kolonialna britanska uprava v Asamu po močnem potresu leta 1897. Britanski inženirji so tradicionalne asamske hiše, narejene iz bambusovih sten, ometanih z blatom in slamnatih streh spremenili v hiše tipa Asam z lesom, trstiko, blatni omet in seno po študiju podnebja in topografije celotne regije.
Objekti se gradijo tako na ravnih kot na nagnjenih terenih. Na ravnih tleh so zgradbe običajno pravokotne ali L ali C tlorisne. Na drugih površinah, na primer v visokogorju, so običajno pravokotne oblike, dostopne po pobočju. Streha je običajno postavljena z visokimi dvokapnicami za premagovanje močnih padavin v regiji, kjer so stene običajno lesene, ometane s cementom. Z visokimi stropi in dobro prezračenimi prostori so tla lesena ali betonska s ploščicami, mozaikom ali kamnito površino s hoduljami.

### Druge kolonialne sile
Med ostalimi evropskimi kolonijami sta bili portugalski Goa in Damaon ter portugalska Bombaj in Bassein. Utrdba Madh, cerkev sv. Janeza Krstnika in Castella de Aguada v Bombaju so ostanki portugalske kolonialne vladavine. Cerkve in samostani v Goi, skupek sedmih cerkva, ki so jih zgradili Portugalci v Goi, so Unescov seznam svetovne dediščine.
Portugalci so bili med prvimi evropskimi trgovci, ki so že leta 1498 odkrili morsko pot v Indijo. Prvi portugalski stik s podcelino je bil 20. maja 1498, ko je Vasco da Gama dosegel Calicut na obali regije Malabar.
Naselja ob reki Hooghly - kraku Gangesa - so pritegnila pomorske trgovce iz številnih evropskih držav in ta del Bengalije spremenila v malo Evropo. Portugalci so postavili postojanko v Bandelu, Danci v Seramporeju, Nizozemci v Činsurahu in Francozi v Čandernagoreju. V Barrackporeju se je pojavila britanska vojaška baza. Tako vpliva na arhitekturo sosednjih regij, da se ustvari posebna indo-kolonialna arhitektura.
Zgodovina Pondicherryja je zapisana šele po prihodu nizozemskih, portugalskih, britanskih in francoskih trgovcev. Leta 1674 je francoska vzhodnoindijska družba postavila trgovsko središče v Pondicherryju in ta postojanka je sčasoma postala upravno središče francoskih naselbin v Indiji. Mesto ima veliko kolonialnih stavb, cerkva, templjev in kipov, ki v kombinaciji z urbanističnim načrtom in francoskimi avenijami v starem delu mesta še vedno ohranjajo velik del kolonialnega ambienta.
- Čandannagar Strand Gat, spomini na francosko kolonijo, Čandannagar, Zahodna Bengalija
- Trdnjava Dansborg, ki jo je zgradil danski admiral Ove Gjedde iz 17. stoletja, spomini na dansko Indijo, Tharangambadi, Tamil Nadu
- Grobnica Suzane Ane Marije, spomin na nizozemsko Indijo, Činsurah, Zahodna Bengalija
- Cerkev svetega Frančiška Asiškega, spomin na portugalsko Indijo, Goa
- Francoska četrt, Pondicherry. Mesto je postalo glavno francosko naselje v Indiji.